# Chloe Ricketts
Chloe Cathleen Ricketts (* 23. Mai 2007 in Dexter, Michigan) ist eine US-amerikanische Fußballspielerin, die für die Washington Spirit in der National Women’s Soccer League (NWSL) spielt. Sie kam 2023 im Alter von 15 Jahren zu den Spirit und war damit die erste Spielerin, die im Rahmen des NWSL-U18-Einstiegsmechanismus unterschrieb.

## Vereinskarriere

### Frühe Karriere
In den Jahren 2017 und 2018 gewann Ricketts mit den Michigan Hawks Black von 2007 zwei Landesmeisterschaften in Folge. Ab 2020 spielte sie in einer Jungenmannschaft – den Michigan Tigers Gold von 2007 –, die mehrere Landes- und Regionalmeisterschaften gewann und 2022 die US Youth Soccer National Championships der unter 15-Jährigen gewann. Sie spielte auch für die Michigan Jaguars der Girls Academy.
Im Januar 2022 wurde Ricketts im Alter von 14 Jahren die jüngste Spielerin beim AFC Ann Arbor in der vorprofessionellen USL W League. In einem Spiel am 7. Mai 2022 wurde sie wenige Tage vor ihrem 15. Geburtstag die jüngste Torschützin in der Geschichte der USL W League.

### Washington Spirit
Ricketts nahm ab Januar 2023 am Vorsaisontraining mit den Washington Spirit teil. Am 2. März 2023 unterzeichnete Ricketts im Alter von 15 Jahren und 283 Tagen einen Dreijahresvertrag (mit einer Option für ein viertes Jahr) mit dem Team. Mit diesem Vertrag wurde sie zur jüngsten NWSL-Spielerin aller Zeiten und brach den Rekord von Olivia Moultrie aus dem Jahr 2021 (15 Jahre und 286 Tage). Ricketts’ Rekord wurde später im Monat von Melanie Barcenas (15 Jahre und 138 Tage) übertroffen. Die Verpflichtung von Ricketts war die erste im Rahmen des kürzlich eingeführten U18-Einstiegsmechanismus der NWSL, dem eine kartellrechtliche Klage vorausging, die zum Teil von Moultrie angestrengt wurde und die es ihr ermöglichte, 2019 in der NWSL zu spielen.
Ricketts gab ihr NWSL-Debüt am 15. April 2023, als sie in der 66. Minute gegen die North Carolina Courage eingewechselt wurde und beim 2:1-Sieg in der Nachspielzeit einen Schussversuch abgab. Ihr erstes NWSL-Tor erzielte sie am 28. Juli, als Ashley Hatch sie mit einem perfekten Pass bediente, den sie mit dem linken Fuß einschob. Damit war sie mit 16 Jahren, zwei Monaten und fünf Tagen die jüngste Torschützin in der Geschichte der NWSL-Liga und zog an Olivia Moultrie aus Portland vorbei.

## Internationale Karriere
Ricketts wurde in das Camp der U-15-Mannschaft der Vereinigten Staaten vom 21. bis 28. März 2022 und in das Camp der U-16-Mannschaft vom 23. bis 30. Oktober 2022 einberufen.

## Abseits des Spielfelds
Werbeverträge
Im März 2023, im Alter von 15 Jahren, unterzeichnete Ricketts als bis dahin jüngste US-Fußballspielerin einen mehrjährigen Werbevertrag mit dem Sportbekleidungsunternehmen Adidas.